# Franciszek Krupiński

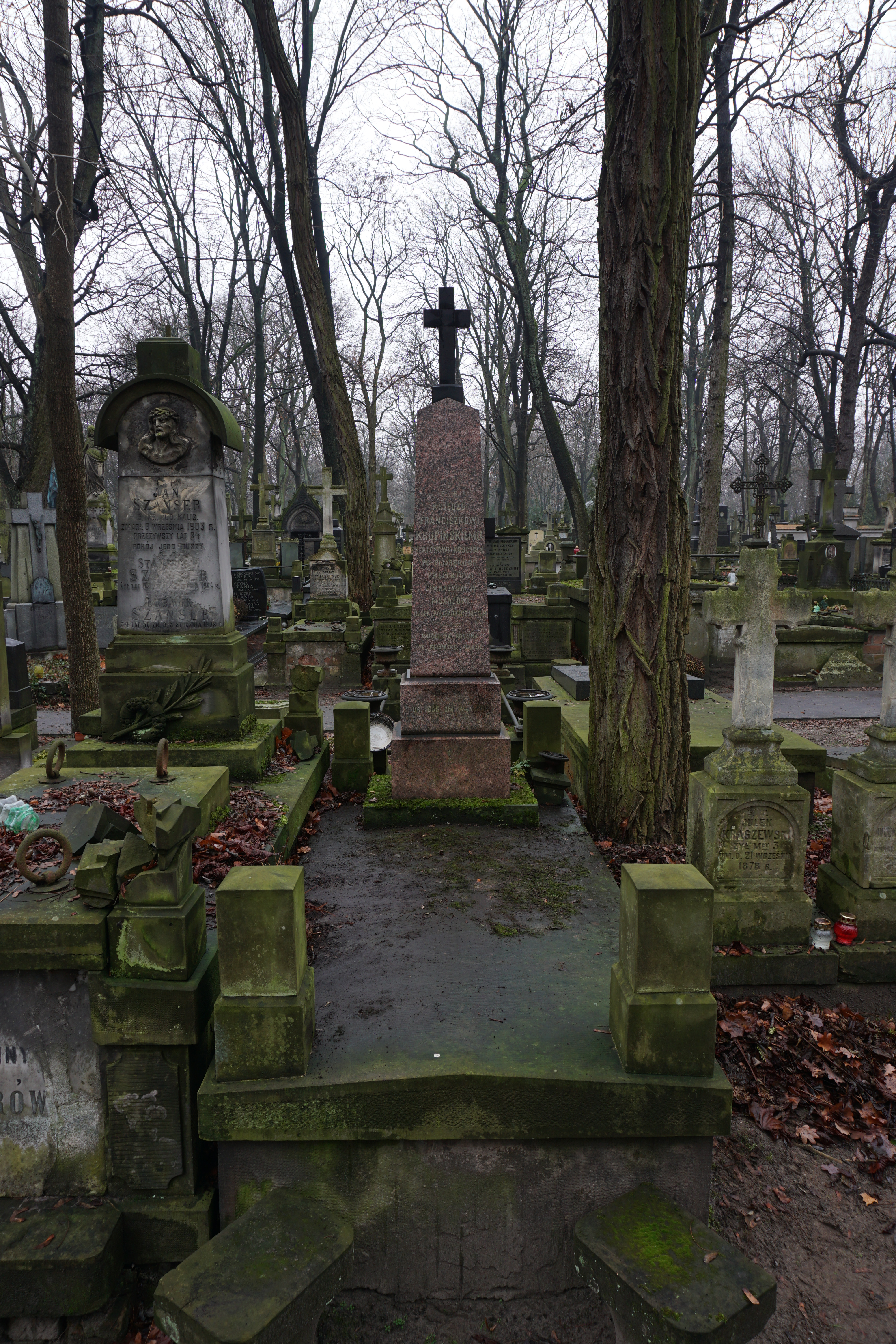
Grób Franciszka Krupińskiego na cmentarzu Powązkowskim

Franciszek Salezy Krupiński (ur. 22 stycznia 1836 w Łukowie, zm. 16 sierpnia 1898 w Warszawie) – polski filozof i publicysta.

## Życiorys
W 1858 wstąpił do zgromadzenia ojców pijarów w Opolu, a następnie kształcił się w kolegium pijarskim oraz w Akademii Duchownej w Warszawie (od 1853 do 1858). Uczęszczał na wykłady nauk przyrodniczych w Akademii Medyczno-Chirurgicznej oraz filozofii u Henryka Struvego w Szkole Głównej.
Kierując swe zainteresowania naukowe – podobnie jak Struve – w kierunku logiki, dokonał przekładu dwutomowego podręcznika Alexandra Baina do logiki.
Święcenia kapłańskie otrzymał w 1859. Po rozwiązaniu zakonu nie sekularyzował się, lecz był najpierw rektorem kościoła popijarskiego, a następnie nauczycielem religii. Pisał artykuły i rozprawy do Ateneum, Biblioteki Warszawskiej, Pamiętnika Religijno-Moralnego oraz Tygodnika Ilustrowanego. Pochowany na cmentarzu Powązkowskim w Warszawie (kwatera 28-5-19). Jego rozprawa Romantyzm i jego skutki z roku 1876, była jednym z najważniejszych tekstów krytycznoliterackich konstytuujących polski pozytywizm.